# Офіційний конкурс
«Офіційний конкурс» (ісп. Competencia oficial) — іспанський комедійний фільм, знятий Гастоном Дюпра та Маріано Коном. У головних ролях: Антоніо Бандерас, Пенелопа Круз та Оскар Мартінес.

## В ролях
- Антоніо Бандерас — Фелікс Ріверо
- Пенелопа Круз — Лола Куевас
- Оскар Мартінес — Іван Торрес
- Пілар Кастро
- Ірена Есколар
- Карлос Іполіто
- Хосе Луїс Гомес
- Нагорі Арамбуру
- Кольдо Оллабарі
- Хуан Ґрандінетті

## Виробництво
У січні 2020 року стало відомо, що Антоніо Бандерас, Пенелопа Круз, Оскар Мартінес, Пілар Кастро, Ірена Есколар, Карлос Іполіто, Хосе Луїс Гомес, нагорі Арамбуру, Кольдо Оллабарі, Хуан Грандінетті приєдналися до акторського складу фільму, а Гастон Дюпра і Маріано Кон виступлять режисерами за сценарієм, написаним спільно з Андресом Дюпра.
Знімальний період розпочався в лютому 2020. У березні 2020 року виробництво було припинено через пандемію COVID-19.
4 вересня 2021 року фільм був представлений широкому загалу в рамках конкурсної програми 78-го Венеціанського кінофестивалю.